# ISO 3166-2:GD
ISO 3166-2:GD — стандарт Международной организации по стандартизации, который определяет геокоды. Является подмножеством стандарта ISO 3166-2, относящимся к Гренады. Стандарт охватывает 6 округов и 1 зависимую территорию Гренады. Каждый геокод состоит из двух частей: кода Alpha2 по стандарту ISO 3166-1 для Гренады — GD и дополнительного кода, записанных через дефис. Дополнительный код образован двухсимвольным числом. Геокоды округов и зависимой территории Гренады являются подмножеством кодов домена верхнего уровня — GD, присвоенного Гренаде в соответствии со стандартами ISO 3166-1.

## Геокоды Гренады
Геокоды 6 округов и 1 зависимой территории административно-территориального деления Гренады.
| Геокод | Административная единица | Статус               |
| ------ | ------------------------ | -------------------- |
| GD-01  | Сент-Эндрю               | округ                |
| GD-02  | Сент-Дэвид               | округ                |
| GD-03  | Сент-Джордж              | округ                |
| GD-04  | Сент-Джон                | округ                |
| GD-05  | Сент-Марк                | округ                |
| GD-06  | Сент-Патрик              | округ                |
| GD-10  | Кариаку                  | зависимая территория |

## Геокоды пограничных Гренаде государств
- Тринидад и Тобаго — ISO 3166-2:TT (на юге (морская граница)).